# Montgomery (cultivar de pommier)
Pour les articles homonymes, voir Montgomery.
Montgomery est un cultivar de pommier domestique.

## Parenté
Descendants:
- Lodi